# SN 1971V
SN 1971V – supernowa odkryta 1 sierpnia 1971 roku w galaktyce A012848+3212. W momencie odkrycia miała maksymalną jasność 17,00m.